# Abdolkarim Haeri Yazdi
Pour les articles homonymes, voir Haeri.
Ayatollah Hajj Cheikh Abdolkarim Haeri Yazdi (en persan : عبدالکریم حائری یزدی ; 1859 - 30 janvier 1937) était un clerc chiite duodécimain et marja.
Il était le fondateur du séminaire Qom. Parmi ses étudiants était Rouhollah Khomeini.

## Biographie
Haeri est né dans la ville de Meybod dans le village de Mehrjard dans le sud-est de l'Iran. Il a étudié à Yazd, puis à Samarra et a terminé sa ses études à Nadjaf avec Mohammad-Kazem Khorasani et Muhammad Kazim Yazdi.
Haeri est mort à l'âge de 84 ans, le 30 janvier 1937, et a été enterré dans le sanctuaire de Fatima Masoumeh. Le clerc et savant chiite usuli Mostafa Mohaghegh Damad est son petit-fils.

## Elèves
- Rouhollah Khomeini
- Abdul Hosein Amini
- Abolhasan Rafii Qazvini
- Mohammad-Reza Golpaygani
- Mohammad Ali Araki
- Sayeed Chahabuddin Marachi Najafi
- Jafar Echraghi
- Sayeed Ahmad Zanjan
- Ayatollah Haj Mirza Khalil Kamareyi
- Mohammad Mohaghegh Damad
- Chamseddin Mataji Kojouri
- Mirza Hachem Amoli